# Elateropsis quinquenotatus
Elateropsis quinquenotatus är en skalbaggsart som beskrevs av Louis Alexandre Auguste Chevrolat 1862. Elateropsis quinquenotatus ingår i släktet Elateropsis och familjen långhorningar.
Artens utbredningsområde är Kuba. Inga underarter finns listade i Catalogue of Life.